# Наставнический переулок
Наста́внический переу́лок — улица в центре Москвы в Таганском районе между Большим Полуярославским переулком и Костомаровской набережной.

## Происхождение названия
Полуярославский переулок (название от фамилии Полуярославцев) в XIX веке получил название Единоверческий по расположению близ старообрядческого единоверческого монастыря. В 1922 году переименован в Наставнический переулок по наставникам — духовным лицам у старообрядцев-беспоповцев.

## Описание
Наставнический переулок начинается от Большого Полуярославского переулка как продолжение 2-го Сыромятнического переулка, проходит на юг параллельно Костомаровскому переулку, справа к нему примыкает Средний Наставнический переулок, заканчивается на Костомаровской набережной.

## Здания и сооружения
По нечётной стороне:
- № 3 — Многофункциональный жилой комплекс с апартотелем для Управления делами президента РФ (2015)[1]
- № 17 — НИИ драгоценных металлов и алмазов (Гиналмаззолото); Щелковский завод вторичных драгоценных металлов, Московский цех; ассоциация Гильдия ювелиров России

По чётной стороне: